# Angelo Russo Reale
Angelo Russo Reale (São Pedro, 24 de fevereiro de 1903 – São Paulo, 8 de janeiro de 1994), foi um compositor e acordeonista brasileiro.
Acordeonista bastante conceituado, tendo acompanhado diversos artistas. Gravou aproximadamente 300 composições, de diversos gêneros, como valsa, maxixe, polca, tango, baião e toada.
Mário Zan, Caçulinha, Mário Gennari Filho e Clóvis Pontes foram alguns de seus seguidores. Em 1938, gravou "Marcha dos ferroviários", seu primeiro disco como solista pela Columbia Records. Em 1940 gravou "Bicho-carpinteiro", maxixe de sua autoria. Em 1943, foi um dos sócios fundadores da União Brasileira dos Compositores (UBC).
Em 1945, gravou no acordeão pela RCA Victor a valsa "Caboclinha" e a polca "Caipirinha ladina", ambas de sua autoria. Ainda em 1945, gravou "Normalista" e "Toque se quiser", de sua autoria. Em 1952 registrou em disco "El chacoleiro", "Arrogante" e outras. No ano seguinte, gravou "Nasceu hoje", "Dobrando notas" e "Coração que sangra". Em 1954 gravou o sucesso "Sanfonas e sanfoneiros". Em 1958, fez sucesso com "Mazurca de oito baixos". Em 1960, começou a dar aulas de acordeão em São Paulo.
Em 1962, Jamelão gravou "Vida de circo", dobrado de autoria de Reale, acompanhado da Orquestra de Severino Araújo. No mesmo ano, lançou "Pipoqueira" e "Assanhadinha". Em 1980, Ângelo Reale gravou seu último disco, com destaque para "Tira dama", "Briga na tuia" e "Miracatu".